# Schloss Heerbrugg

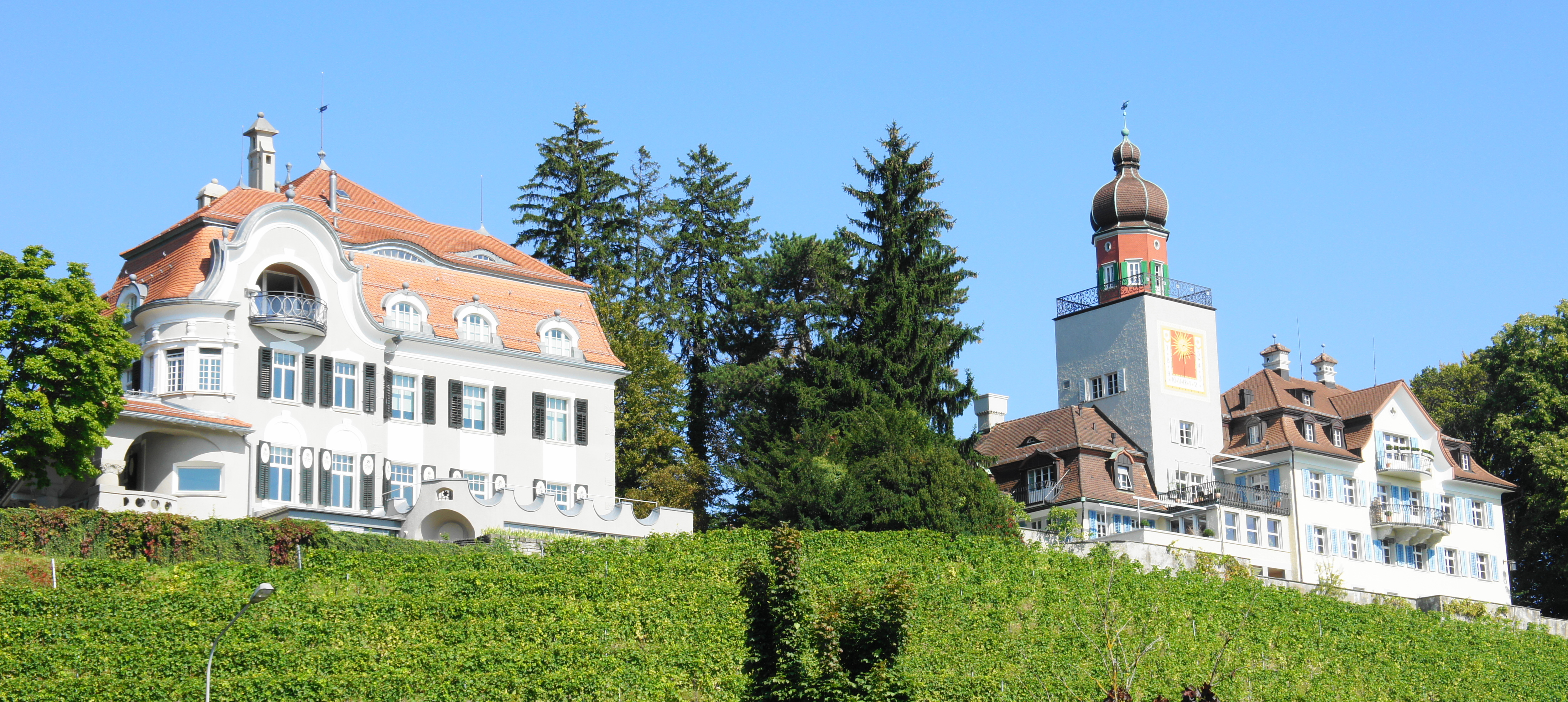
Schloss Heerbrugg und Villa Schmidheiny, erbaut 1775

Das Schloss Heerbrugg wurde 1775 von Bartholomäus Schlumpf, Kaufmann von St. Gallen auf dem Heerbrugger Ausläufer des Balgacher Bergs (Hümpeler genannt) auf dem Hof Herrenbrugg über die Aich (ehemals Hêrburch, eine Feste aus dem Jahr 1077) erbaut.

## Geschichte

### Mittelalter
Es gibt Hinweise, dass an dem Bergrücken des Hümpeler, wo heute das Schloss Heerbrugg steht, bereits zur Römischen Kaiserzeit ein Kastell erbaut wurde, um die am Fuss verlaufende Heeresstrasse und die einzige Brücke über die Aich zu schützen.
1077/1078 erbaute der St. Galler Abt Ulrich III. die Hêrburch (auch Herrenburg) auf den Ruinen des römischen Kastells zum Schutze seiner Besitzungen. Die Festung beherrschte wiederum die alte Römerstrasse vom untern Rheingau nach Rätien, welche dort über die noch immer einzige Brücke der Aich führte. Die Aich war ein Seitenarm des Rheins, der bei starkem Regen regelmässig die Talebene überflutete. Die Burg wurde um 1280 zerstört, worauf das Gut verlassen war.
Die St. Galler gaben dem Gut verschiedenen Lehnsherren: 1303 Ritter Ulrich von Husen und 1417 den Edlen von Ainwil (Andwil), gegen Zins und Zehnten. Im Jahre 1518 wurde die Ortschaft in der Urkunde der Gerichtsmarken zwischen Lustenau, Berneck, Balgach und Kriessern als Herrenbrugg über die Aich bezeichnet, wovon sich der Name Heerbrugg ableitet.

### Frühe Neuzeit
1598 übernahm Junker Schobinger (Sohn des Bartholomäus Schobinger) aus St. Gallen das Gut. 1698 wurde David Schobinger, Kaufmann aus St. Gallen, welcher 1699 starb und es seinem einzigen Sohn vermachte, Eigentümer des Hofs. David Schobinger seinerseits fiel noch im gleichen Jahr in der Schlacht von Negroponte gegen die Türken. 1727 kaufte die Familie Reidt von Chur den Besitz, bewohnte es aber kaum, wodurch es weiter zerfiel. Am 13. Februar 1774 fiel es einem Brand zum Opfer.
1774 kaufte Bartholomäus Schlumpf, Kaufmann von St. Gallen das Gut für 10'000 Gulden plus rückständigen Zinsen, die Rechte am Gut mit allem was die Feuersbrunst übrig gelassen hatte. Dazu gehörten ein Bauernhaus, Güter und Waldungen. 1775 baute er das Schloss wieder auf, noch ohne den heutigen Turm. 1792 verkaufte er das Schloss dem Quartierhauptmann Custer von Altstätten für 16'000 Gulden. Bis 1796 befand sich in Heerbrugg nur das Schloss mit drei Nebengebäuden, die Ebene war unbewohnt.
1833 ging der gesamte Besitz an Turnvater Karl Völker (* 1796, deutscher Emigrant aus Eisenach), welcher mit dem Custer verschwägert war und sich das Bürgerrecht in Altstätten erkauft hatte. 1839 errichtete Völker, Schulmeister von Beruf, im Schloss ein Erziehungsinstitut mit Internat für junge Engländer, welches er jedoch 1850 aufgab, um sich landwirtschaftlichen Experimenten zu widmen. 1856 errichtete Karl Völker am Fuss des Schlossbergs eine Ziegelei, welche der Grundstein des wirtschaftlichen Erfolgs von Heerbrugg war.

### Heutige Nutzung
Seit 1867, als der Webereifergger Jacob Schmidheiny (1838–1905) das Schloss samt Ziegelei und Umland von Karl Völker kaufte, gehörte es zur Familiendynastie Schmidheiny. In der Folge gab er die eigene Weberei auf und baut die Ziegelei aus. 1905 starb Jacob Schmidheiny und sein Besitz ging über an die beiden Söhne Ernst (1871–1935) und Jacob II. (1875–1955). 1910 übernahm Jacob II. das Schloss und baute es in den Jahren 1910 um, Ernst liess für sich und seine Familie nebenan die Villa Schmidheiny bauen und zu Beginn des Weges für Bedienstete das sogenannte Pförtnerhaus. 1911 wurde der Turm mit Zwiebelhelm angebaut. Das Schloss wurde in der Folge innerhalb der Familie Schmidheiny weitervererbt, bis es von den Erben von Peter Schmidheiny im Jahr 2005 an die Gebrüder Leo und Peter von Rotz verkauft wurde.
Seit 2006 ist Peter von Rotz alleiniger Besitzer des Schlosses. Auf eine Umbenennung des in der Bevölkerung auch als Schloss Schmidheiny (in Anlehnung an die Villa Schmidheiny) bekannten Gebäudes will der Besitzer verzichten. Die Villa Schmidheiny beherbergt heute die Wein-Kellerei von Thomas Schmidheiny. Diese wurde 1999 mit einem Anbau versehen, der für Weindegustationen genutzt werden kann.

## Schlosskonzerte
Ab 2005 fanden in der Schlossremise jeweils im Sommer die Schlosskonzerte statt. Die Veranstaltung waren öffentlich und kostenpflichtig. Den Abschluss bildete jeweils die Sonntags-Matinee mit Brunch, die auch für Kinder zugänglich war.